# I Don't Need a Man
„I Don't Need a Man” este al cincilea single lansat de grupul american Pussycat Dolls de pe albumul lor de debut PCD. Single-ul nu a avut succesul precedentelor însă a atins poziții de top 10 în peste șapte țări, activând în clasamente din întreaga lume. „I Don't Need a Man” a fost lansat pentru întâia oară în Canada, Europa și Oceania iar mai apoi în SUA, după aproape opt luni de la lansarea în primele regiuni.

## Informații generale
Cântecul a fost scris de către Nicole Schezinger, Rich Harrison, (care este și compozitorul cântecului) Vanessa Louse Brown și Kara DioGuardi. Cherzinger împreună cu DioGuardi au scris împreună și melodia „Flirt” a grupului Pussycat Dolls, melodie inclusă ca B Side pe single-ul „Buttons”. B Side-ul melodiei constă în înregistrarea „We Went as Far as We Felt Like Going”, un cover după Labelle. „We Went as Far as We Felt Like Going” a apărut pentru prima dată pe coloana sonoră a filmului Shark Tale în anul 2004.

## Suport Vocal
La fel ca la toate celelalte piese de pe albumul de debut, PCD, Nicole Scherzinger este vocea principală și în „I Don't Need a Man”. De asemenea background-ul era asigurat de către Carmit Bachar, Melody Thornton și ocazional de Ashley Roberts. De când Bachar a părăsit grupul, locul ei a fost ocupet de Jessica Sutta. 

## Videoclipul
Videoclipul pentru „I Don't Need a Man” a fost regizat de Chris Applebaum , filmat iulie 2006. și a fost anunțat și descris de către componenta Ashley Roberts, într-o știre de pe site-ul lor oficial. Pe data de 25 august 2006, videoclipul a avut premiera în Regatul Unit iar pe 14 septembrie în Canada. Videoclipul a atins poziția cu numărul 9 în clasamentul MTV Total Request Live. De asemenea, acesta a fost adăugat pe iTunes pe data de 18 aprilie 2008.
Primul vers începe cu Ashley pictându-și unghiile, îmbrăcată în haine albe. Videoclipul le prezintă pe Scharzinger cântând, Carmit uscându-și părul iar Jessica terminând un duș pentru a ieși în oraș. În timpul refrenului, fetele mimează a fi într-un salon. În timpul celui de-a doilea vers, Kimberly este surprinsă într-o vană, pregătindu-se să iese în oraș, Melody machindu-se și Nicole cântând. În timpul celui de-al doilea refren, fetele sunt arătate realizând un dans, fiecare dintre fete fiind surprinsă pe rând. După această scenă, Scherzinger și Thornton cântă „Let it Go”, în ciuda faptului că în locul lui Thornton, cea care interpretează „Let it Go” este Carmit. Videoclipul se încheie cu un dans surprins în două decoruri, în ultimul fluturând o multitudine de confetii.

## Prezența în clasamente
„I Don't Need a Man” a fost lansat în septembrie 2006 în Australia, Canada, Europa și Noua Zeelandă, în SUA fiind decalat datorită succesului înregistrat de precedentul single, „Buttons”. Single-ul a avut succes moderat, intrând în top 40 în majoritatea clasamentelor unde a intrat. De asemenea, în țări ca Australia, Belgia, Irlanda, Noua Zeelandă, Olanda, Polonia, Portugalia, Regatul Unit sau România. În Noua Zeelandă, „I Don't Need a Man” a atins poziția cu numărul 7, devenind primul single al grupului ce nu reușește să se claseze pe prima poziție. În România, a atins poziția cu numărul 4, devenind cel de-al treilea cel mai bine clasat cântec al grupului, după „Don't Cha” și „Wait a Minute”, care au atins poziția cu numărul 1. În Polonia, „I Don't Need a Man”, s-a clasat pe locul 2 și a devenit cel mai bine clasat single al grupului până în momentul de față, depășind performața stabilită de „Buttons”, care a atins poziția cu numărul 3. În SUA, single-ul a fost lansat în mai 2007, fiind un eșec, nereușind să se claseze în primele 40, devenind primul cântec ce nu intră în top 40.
În United World Chart, cântecul a debutat pe locul 36, acumulând 77,000 de puncte. „I Don't Need a Man” a staționat pe locul 36 timp de trei săptămâni consecutive, urcând mai apoi până pe locul 31, pentru ca în cea de-a cincea (și ultima) săptămână să obțină poziția cu numărul 30. Cântecul a acumulat un total de 383,000 de puncte.

## Clasament
| Clasament                | Poziția maximă | Referință |
| ------------------------ | -------------- | --------- |
| Australian Singles Chart | 6              | [ 2 ]     |
| Austria Singles Chart    | 19             | [ 2 ]     |
| Belgium Singles Chart    | 7              | [ 2 ]     |
| Dutch Singles Chart      | 4              | [ 2 ]     |
| Euro 200                 | 14             | [ 6 ]     |
| Finland Singles Chart    | 12             | [ 2 ]     |
| French Singles Chart     | 12             | [ 2 ]     |
| Germany Singles Top 100  | 20             | [ 2 ]     |
| Ireland Singles Chart    | 9              | [ 2 ]     |
| Italian Singles Chart    | 36             | [ 2 ]     |

| Clasament                 | Poziția maximă | Referințe   |
| ------------------------- | -------------- | ----------- |
| New Zealand Singles Chart | 7              | [ 2 ]       |
| Poland Singles Chart      | 2              | [ 3 ]       |
| Portugal Singles Chart    | 10             | [ 2 ]       |
| Romanian Singles Chart    | 4              | [ 4 ]       |
| Sweden Singles Top 60     | 27             | [ 2 ]       |
| Switzerland Singles Chart | 15             | [ 2 ]       |
| UK Singles Chart          | 7              | [ 2 ]       |
| U.S. Billboard Hot 100    | 93             | [ 2 ] [ 7 ] |
| U.S. Billboard Pop 100    | 83             | [ 7 ]       |
| United World Chart        | 30             | [ 2 ]       |

## Lista melodiilor
| Maxi Single CD - Europa 1. „I Don't Need a Man” (versiunea de pe album) – 3:39 2. „I Don't Need a Man” (instrumental) – 3:39 3. „We Went as Far as We Felt Like Going” – 3:50 4. „I Don't Need a Man” (videoclip) – 3:39 | Single - Regatul Unit 1. „I Don't Need a Man” (versiunea de pe album) – 3:39 2. „We Went as Far as We Felt Like Going” – 3:50 |

## Puncte obținute la nivel mondial
| Săpt. | Poziția | Puncte | Referință |
| ----- | ------- | ------ | --------- |
| #01   | 36      | 77,000 | [ 5 ]     |
| #02   | 36      | 78,000 | [ 8 ]     |
| #03   | 36      | 74,000 | [ 9 ]     |
| #04   | 31      | 76,000 | [ 10 ]    |
| #05   | 30      | 78,000 | [ 11 ]    |